# 陳俊甫
陳俊甫（1985年4月17日—2024年4月15日），藝名山豬，台灣搞笑藝人，曾為接案合作經紀藝人。

## 生涯簡介
亞洲大學畢業後，短暫在旅行社工作。2010年在《明星藝能學園》與《全民最大黨》節目中短暫演出，同年底加入承影傳播，成為綜藝節目《瘋神無雙》幕後工作人員；翌年兼任固定班底，同年再成為旗下藝人，並在該節目演出至今。節目上以模仿演出為主，節目上模仿楊宗緯、李聖傑、蕭敬騰、胡瓜、阿杜、蕭煌奇、张学友、赖世雄、電影《葉問》主角、隔壁老王等角色，其他模仿包括紀竣崴、李宗盛等。
2014年夏天在《瘋神無雙》多次模仿左左右右的角色「矬矬油油」，2015年初以此角色在《綜藝大熱門》演出；2015年8月底因為在《瘋神》節目上模仿蛋黃哥開始，同年在網路娛樂影音平台「酷瞧」的節目上模仿迪士尼電影《腦筋急轉彎》裡的角色「憂憂」，還有網路影片上模仿Twitch上的美國遊戲實況主angrypug的影片（詳見台湾NO.1），均於網路上瘋傳，並在《綜藝大熱門》多次演出，並因此開始廣為人所認識。
2019年11月至2022年11月加入鴻凱娛樂，電影葉問4擔任台灣首影記者會主秀，其師姊Amy葉庭蓁也特地為電影扮裝神力女超人，與山豬電影首影演出增添不少話題吸引眾多女粉迷前來參與。

## 逝世
自2012年起患上紅斑性狼瘡，日後又發現「睡眠呼吸中止症」，甚至一個晚上就會斷氣19次，身體狀況每況愈下。
2024年4月15日上午10時58分，因感冒引致肺炎，併發敗血性休克於醫院逝世，告別式於5月6日早上舉行。

## 固定演出
- 明星藝能學園（2009年）
- 全民最大黨（2010年2-4月）
- 瘋神無雙（2011年-2019年）
- 移動星樂園（助理主持，2012年）

## 演出作品

### 電視劇／網路劇
- 聶小倩
- 加油！美玲
- 90後的我們
- 機智校園生活
- 茁劇場－滴水的推理書屋
- 機智校園生活-青春萬歲
- 機智校園生活-必勝高三生
- 機智校園生活-青春向前衝
- 加油喜事
- 機智職場生活

### 網路節目
- PMAM（客串，2013年）
- 承影傳播Playtv頻道《我的網路STYLE》實況（2015年）
- 酷瞧《我要POKE名人》（第三季，2015年11月）《遊戲骨灰談》（2015年10月）

## 外部連結
- 山豬 陳俊甫的Facebook專頁
- 山豬 陳俊甫的Instagram帳戶
- 山豬陳俊甫的TikTok